# Yanara Aedo
Yanara Katherine Nicole Aedo Muñoz (* 5. August 1993 in Temuco) ist eine chilenische Fußballspielerin. Sie ist Rekordnationalspielerin ihres Landes.

## Karriere
Aedo startete ihre Karriere in ihrer Geburtsstadt mit Club Deportivo Escolar Escuela Estandar de Temuco. Im Januar 2008 verließ sie CDE Escuela Estandar de Temuco und wechselte zum Stadtrivalen Araucanía Temuco. Dort rückte Aedo bereits im Alter von nur 15 Jahren in die Seniorenmannschaft von Araucanía Temuco auf und gab im Januar 2009 ihr Debüt in der Tercera División, der zweithöchsten chilenischen Frauenfußballliga. Im Januar 2011 verließ sie Temuco und wechselte zum CSD Colo-Colo. Sie gab ihr Profi-Debüt im März 2011 im Rahmen der Torneo de Apertura Femenino, der höchsten chilenischen Frauenfußballliga. Im November 2011 erreichte sie zudem mit ihrer Mannschaft das Finale der Copa Libertadores Femenina. 2012 gewann sie mit Colo-Colo ihre erste nationale Meisterschaft. Bei der Copa Libertadores Femenina 2012 erreichte sie mit dem Klub erneut das Endspiel und holte nach einem Sieg gegen den brasilianischen Vertreter Foz Cataratas FC den Titel.
Von Januar 2015 bis September 2016 spielte Aedo beim W-League-Teilnehmer Washington Spirit Reserves, mit dem sie 2015 das Meisterschaftsfinale gewann. Daraufhin lief sie in der Saison 2016/17 beim spanischen Erstligisten FC Valencia auf, mit dem sie in der Meisterschaft den dritten Platz belegte. Im Juni 2017 kehrte sie gemeinsam mit der Argentinierin Estefanía Banini von Valencia nach Washington zurück. Bis zur Vertragsauflösung im Juni 2018 absolvierte Aedo, auch aufgrund von Verletzungen, kein Pflichtspiel für Washington.

### International
Aedo nahm mit der chilenischen Juniorinnenauswahl an der U-17-Weltmeisterschaft 2010 in Trinidad und Tobago und an der U-20-Südamerikameisterschaft 2012 in Paraguay teil. Ihr erstes Spiel für die Chilenische Fußballnationalmannschaft der Frauen bestritt sie am 4. November 2010 gegen Ecuador bei der Fußball-Südamerikameisterschaft der Frauen 2010. Ihr erstes Länderspieltor erzielte sie im letzten Gruppenspiel beim 3:1-Sieg gegen Peru. Als Gruppensiegerinnen erreichten sie die Finalrunde, in der sie aber nur zwei Remis gegen Kolumbien und Argentinien erreichten. Durch eine abschließende 1:3-Niederlage gegen Rekord-Südamerikameister Brasilien reichte es nur zum dritten Platz, wodurch sie die WM 2011 verpassten. Bei der Copa América der Frauen 2014 schied sie mit ihrer Mannschaft bereits nach der Vorrunde aus. Besser lief es vier Jahre später bei der Copa América der Frauen 2018 in ihrer Heimat, wo sie mit drei Toren dazu beitrug den zweiten Platz zu erreichen, wodurch sich die Chileninnen erstmals für eine WM-Endrunde und die Olympischen Spiele qualifizierten. Bei der WM in Frankreich schieden sie als fünftbester Gruppendritter nach der Vorrunde aus. Auch bei den Olympischen Spielen musste sie mit ihrer Mannschaft Lehrgeld zahlen und schied nach drei Niederlagen aus. Bei der Copa América der Frauen 2022, bei der sie nur zwei Einsätze hatte, wurden sie Fünfte, wodurch sich die Chileninnen für das interkontinentalen Play-off-Turnier für die WM 2023 qualifizieren konnten, wo sie allerdings durch eine 1:2-Niederlage ohne sie gegen Haiti das WM-Ticket verpassten.

## Erfolge
- Chilenischer Meister (13): 2011-A, 2011-C, 2012-A, 2012-C, 2013-A, 2013-C, 2014-A, 2014-C,
- 2015: Gewinn der W-League-Meisterschaft (Washington Spirit Reserves)
- Copa Libertadores Femenina: 2012